# Evelyn Schötz
Evelyn Schötz (* 30. Juni 1961 in Lauf an der Pegnitz) ist eine deutsche Politikerin (Die Linke). Seit 2025 ist sie Mitglied des Deutschen Bundestages.

## Leben
Vor ihrem Einzug in den Bundestag arbeitete Schötz als Altenpflegerin. Parallel ist sie Vorsitzende des Kreisverbands Nürnberg - Stadt und Land der Linkspartei.
Evelyn Schötz ist seit 1996 Mitglied der Vereinigung der Verfolgten des Naziregimes – Bund der Antifaschistinnen und Antifaschisten (VVN-BdA), Mitglied der ehemaligen Gewerkschaft Öffentliche Dienste, Transport und Verkehr (ÖTV), heute Vereinte Dienstleistungsgewerkschaft (ver.di), und des Sozialverbands VdK.
Schötz ist verheiratet und hat einen erwachsenen Sohn.

## Politik
Bei der Bundestagswahl 2025 kandidierte sie im Wahlkreis 245 in Roth und gewann über Platz 5 der bayerischen Landesliste ihrer Partei ein Mandat für den Bundestag. Schötz ist im 21. Deutschen Bundestag Mitglied des Ausschusses für Gesundheit.